# Praha 16
Městská část Praha 16 leží v jihozápadní části Prahy, v městském obvodu Praha 5, a její území je tvořeno katastrálním územím Radotín. Navazuje na identitu někdejší obce (v letech 1967–1974 města) Radotín a její místní národní výbor. Samosprávná městská část vznikla 24. listopadu 1990 pod názvem Praha-Radotín, 1. ledna 2002 byla přejmenována na dnešní název Praha 16.

## Správní obvod Praha 16
Po připojení ku Praze roku 1974 se stal Radotín součástí obvodu Praha 5. Roku 1990 se Radotín stal samosprávnou městskou částí Praha-Radotín. 1. července 2001 byla na základě nového statutu hlavního města Prahy městská část pověřena výkonem státní správy pro správní obvod Praha 16 zahrnující též další čtyři městské části. K 1. lednu 2002 městská část získala současný název Praha 16.
Úřad městské části Praha 16 je pověřen výkonem rozšířené působnosti státní správy též pro městské části Praha-Lochkov, Praha-Lipence, Praha-Velká Chuchle a Praha-Zbraslav.

## Instituce zřízené městskou částí
- Kulturní středisko U Koruny
- Kino Radotín, jedno z nejmoderněji vybavených kin v Praze
- Místní knihovna Radotín
- zdravotnické středisko
- dva domy s pečovatelskou službou